# Walk along

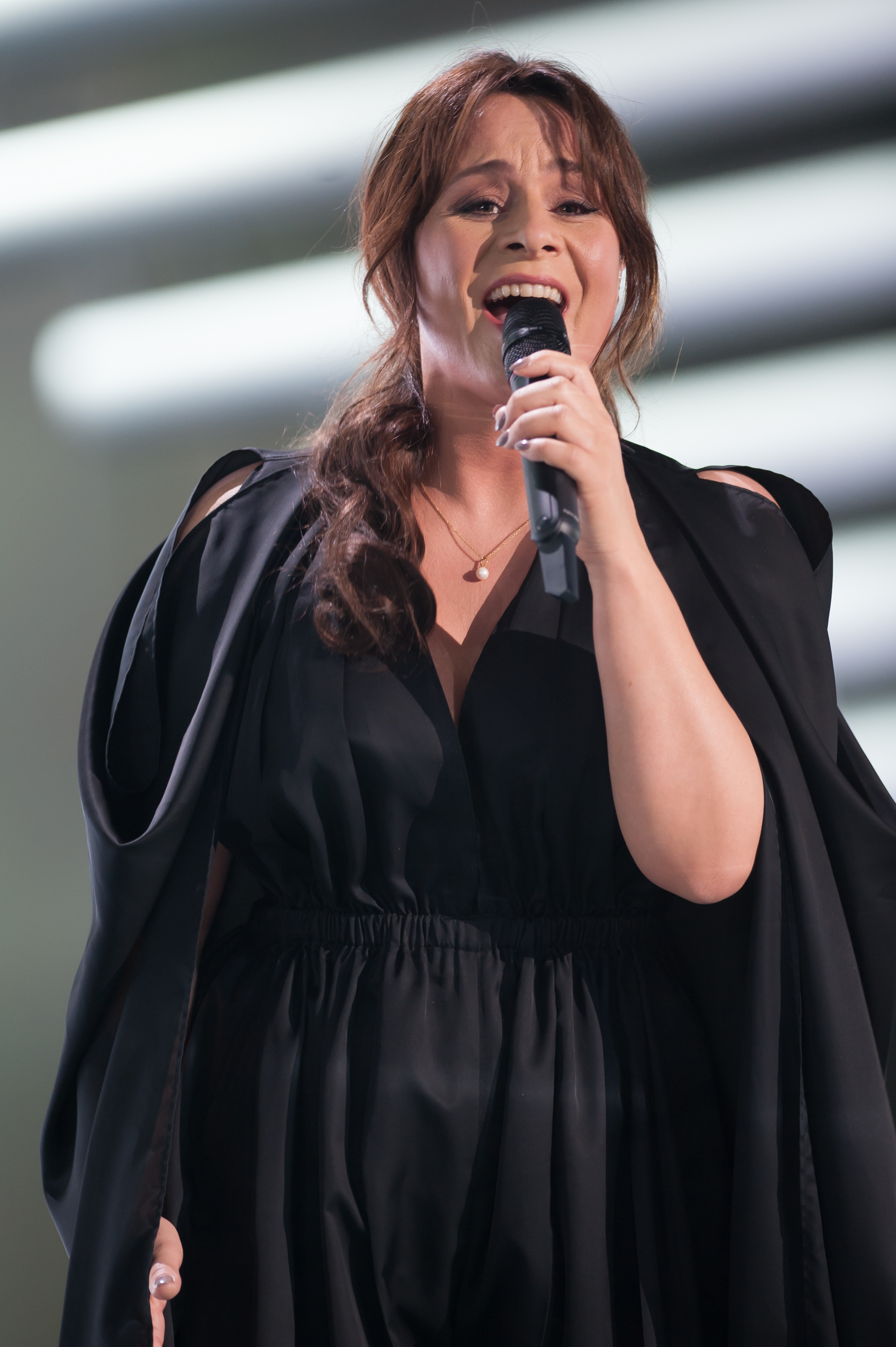
Trijntje Oosterhuis tijdens het songfestival

Walk along is een lied uit 2014 van Trijntje Oosterhuis. Het was de Nederlandse inzending voor het Eurovisiesongfestival 2015 in Wenen.

## Achtergrond
Op 7 november 2014 werd bekendgemaakt dat Trijntje Nederland in 2015 zou gaan vertegenwoordigen op Songfestival als opvolger van The Common Linnets, die in 2014 als tweede eindigde, na winnaar Conchita Wurst. Op 11 december werd het nummer officieel gepresenteerd in het NPO Radio 2-programma Gouden Uren van Daniël Dekker. Het nummer is geschreven door Anouk, die in 2013 zelf deelnam en toen met haar nummer Birds Nederland na vele jaren de finale in wist te loodsen. Anouk is zelf ook te horen in het achtergrondkoor. De samenwerking met Anouk ging daarbij al jaren terug, zie bijvoorbeeld hun samenwerking op Trijntjes album Wrecks we adore.
Het lied werd wisselend ontvangen. Songfestivalcommentatoren Cornald Maas en Jan Smit reageerden enthousiast. Volgens Maas zou het zelfs kunnen winnen. Smit, die heel erg kritisch was over The Common Linnets, vergeleek Walk along met oude Songfestivalhits. Het Algemeen Dagblad was kritischer en noemde Walk along een luchtige bijdrage die wellicht te licht is voor het Songfestival. Het NRC Handelsblad vindt het 'geen kunststukje', maar wel hitgevoelig en positief met een uitnodigend meezingrefrein.
Bij de nadering van het Eurovisiesongfestival kwam het lied na een lange stilte weer in de aandacht. Oosterhuis zong in De Wereld Draait Door van 22 april 2015 een akoestische versie. Het werd toen ook bekend dat haar album van 2015 dezelfde titel kreeg als het lied.

### Halve finale
In de halve finale van het Eurovisiesongfestival op 19 mei 2015 kon het lied niet doorstoten naar de finale. Met 33 punten kwam het niet verder dan de veertiende plaats op zestien deelnemers. Oosterhuis werd vooraf al niet veel kansen toegedicht. Bij de bookmakers stond ze onderaan. Na de mislukte poging om de finale te halen was er veel kritiek op de podiumpresentatie. Volgens critici was Oosterhuis vocaal perfect maar oogde ze stram op de bühne en was de regie nogal statisch en eendimensionaal. Ook om Oosterhuis' jurk was vooraf veel te doen. De zangeres presenteerde zich tijdens de eerste repetities in een japon met een diep decolleté maar koos uiteindelijk voor een broekpak.
Oosterhuis won de Barbara Dex Award voor de slechtste outfit van alle deelnemende landen.

## Hitnoteringen
Een week na de release kwam Walk Along in de Nederlandse hitlijsten terecht. Zowel in de Single Top 100 als in de Mega Top 50 kwam het nummer de top 10 binnen, maar zakte daarna snel weg. In de Top 40 wist de single niet eens de bovenste dertig te halen. Voor het eerst in zes jaar tijd wist een Nederlandse inzending niet de eerste plaats in de Single Top 100 te behalen. In Tadzjikistan stond Walk Along in de week van het Songfestival
kort in de iTunes top 10.
Dankzij Anouk, die tijdelijk algemeen directeur van Radio 538 was, werd het nummer Alarmschijf. Het was voor het eerst sinds 2002 dat een Nederlandse Songfestivalinzending, destijds Michelle, Alarmschijf werd.

### Nederlandse Top 40
| Hitnotering: 20-12-2014 t/m 24-01-2015 | Hitnotering: 20-12-2014 t/m 24-01-2015 | Hitnotering: 20-12-2014 t/m 24-01-2015 | Hitnotering: 20-12-2014 t/m 24-01-2015 | Hitnotering: 20-12-2014 t/m 24-01-2015 | Hitnotering: 20-12-2014 t/m 24-01-2015 | Hitnotering: 20-12-2014 t/m 24-01-2015 |
| Week:                                  | 1                                      | 2                                      | 3                                      | 4                                      | 5                                      |                                        |
| -------------------------------------- | -------------------------------------- | -------------------------------------- | -------------------------------------- | -------------------------------------- | -------------------------------------- | -------------------------------------- |
| Positie:                               | 38                                     | 35                                     | 36                                     | 39                                     | 39                                     | uit                                    |

### NederlandseSingle Top 100
| Hitnotering: (Week 1 t/m 2) 20-12-2014 t/m 27-12-2014 Hitnotering: (Week 3) 10-01-2015 Hitnotering: (Week 4) 23-05-2015 | Hitnotering: (Week 1 t/m 2) 20-12-2014 t/m 27-12-2014 Hitnotering: (Week 3) 10-01-2015 Hitnotering: (Week 4) 23-05-2015 | Hitnotering: (Week 1 t/m 2) 20-12-2014 t/m 27-12-2014 Hitnotering: (Week 3) 10-01-2015 Hitnotering: (Week 4) 23-05-2015 | Hitnotering: (Week 1 t/m 2) 20-12-2014 t/m 27-12-2014 Hitnotering: (Week 3) 10-01-2015 Hitnotering: (Week 4) 23-05-2015 | Hitnotering: (Week 1 t/m 2) 20-12-2014 t/m 27-12-2014 Hitnotering: (Week 3) 10-01-2015 Hitnotering: (Week 4) 23-05-2015 | Hitnotering: (Week 1 t/m 2) 20-12-2014 t/m 27-12-2014 Hitnotering: (Week 3) 10-01-2015 Hitnotering: (Week 4) 23-05-2015 | Hitnotering: (Week 1 t/m 2) 20-12-2014 t/m 27-12-2014 Hitnotering: (Week 3) 10-01-2015 Hitnotering: (Week 4) 23-05-2015 | Hitnotering: (Week 1 t/m 2) 20-12-2014 t/m 27-12-2014 Hitnotering: (Week 3) 10-01-2015 Hitnotering: (Week 4) 23-05-2015 |
| Week: | 1 | 2 | | 3 | | 4 | |
| --- | --- | --- | --- | --- | --- | --- | --- |
| Positie: | 7 | 62 | uit | 90 | uit | 56 | uit |

1956: De vogels van Holland / Voorgoed voorbij · 1957: Net als toen · 1958: Heel de wereld · 1959: 'n Beetje · 1960: Wat een geluk · 1961: Wat een dag · 1962: Katinka · 1963: Een speeldoos · 1964: Jij bent mijn leven · 1965: 't Is genoeg · 1966: Fernando en Filippo · 1967: Ring-dinge-ding · 1968: Morgen · 1969: De troubadour · 1970: Waterman · 1971: Tijd · 1972: Als het om de liefde gaat · 1973: De oude muzikant · 1974: Ik zie een ster · 1975: Ding-a-dong · 1976: The party's over · 1977: De mallemolen · 1978: 't Is O.K. · 1979: Colorado · 1980: Amsterdam · 1981: Het is een wonder · 1982: Jij en ik · 1983: Sing me a song · 1984: Ik hou van jou · 1986: Alles heeft ritme · 1987: Rechtop in de wind · 1988: Shangri-la · 1989: Blijf zoals je bent · 1990: Ik wil alles met je delen · 1992: Wijs me de weg · 1993: Vrede · 1994: Waar is de zon · 1996: De eerste keer · 1997: Niemand heeft nog tijd · 1998: Hemel en aarde · 1999: One good reason · 2000: No goodbyes · 2001: Out on my own · 2003: One more night · 2004: Without you · 2005: My impossible dream · 2006: Amambanda · 2007: On top of the world · 2008: Your heart belongs to me · 2009: Shine · 2010: Ik ben verliefd (sha-la-lie) · 2011: Never alone · 2012: You and me · 2013: Birds · 2014: Calm after the storm · 2015: Walk along · 2016: Slow down · 2017: Lights and shadows · 2018: Outlaw in 'em · 2019: Arcade · 2020: Grow · 2021: Birth of a new age · 2022: De diepte · 2023: Burning daylight · 2024: Europapa